# Kościół ewangelicki w Ligotce Kameralnej
Kościół ewangelicki w Ligotce Kameralnej – jeden z luterańskich kościołów tolerancji, wybudowanych na Śląsku Cieszyńskim w Ligotce Kameralnej pod koniec XVIII w. Kamień węgielny pod budowę oryginalnego jak na swe czasy domu modlitwy położono 1 maja 1782 r. Dom modlitwy był budowany w latach 1782–1783 w klasycznym stylu. W architekturze budowli można dostrzec wpływy Kościoła Jezusowego w Cieszynie, a także pewne elementy stylu rokoko. Ozdoby rzeźbiarskie ołtarza i kazalnicy pochodzą spod dłuta rzeźbiarzy z rodziny Pracker mającej swój warsztat w Cieszynie. W XIX w. wybudowano wewnątrz kościoła galerie, najpierw po zachodniej, a następnie po wschodniej stronie. W 1852 r. kościół uzyskał wieżę, nadało to mu obecny kształt. W 1937 r. kościół zelektryfikowano. W latach 2007–2008 nałożono nowy tynk.
Obok kościoła znajduje się cmentarz z kamiennymi nagrobkami m.in. Jana Bogumiła Tschammera z Iskrzyczyna i jego żony z XIX w., pastorów (np. J. Heczka), kuratorów ewangelickich (np. A. Walacha) oraz miejscowych nauczycieli.